# Klaus Hermsdorf
Klaus Hermsdorf (* 16. Juni 1929 in Camburg; † 16. März 2006 in Berlin) war ein deutscher Germanist. Er gilt als wichtigster Kafka-Forscher der DDR.

## Leben
1947 legte Hermsdorf sein Abitur in Gera ab und arbeitete 1948/1949 als Pressereferent beim Rat der Stadt Gera, danach war er 1949/1950 Hilfsredakteur bei der Thüringischen Landeszeitung in Weimar. Von 1950 bis 1954 absolvierte er ein Studium der Germanistik, Kunstgeschichte und Theaterwissenschaft an der Humboldt-Universität zu Berlin. Die Staatsexamensarbeit über den »Begriff der Arbeit in Goethes Wilhelm Meisters Wanderjahren« erfolgte bei Leopold Magon. Nach 1954 wurde Hermsdorf wissenschaftlicher Assistent bei Alfred Kantorowicz, der 1957 nach West-Berlin floh. Im Wintersemester 1959 bekam Hermsdorf eine Oberassistenten-Stelle am Germanistischen Institut der Humboldt-Universität zu Berlin und er erwarb mit der Promotion zum Thema Franz Kafkas Romanfragment „Der Verschollene (Amerika)“ den Doktortitel.
Von 1961 bis 1964 war Hermsdorf Lektor für deutsche Sprache an der Karls-Universität Prag, 1963 nahm er an der Kafka-Konferenz in Liblice teil. Im Jahr 1964 kehrte er als wissenschaftlicher Mitarbeiter an das Germanistische Institut der Humboldt-Universität zurück, wo er die Leitung der Abteilung Neueste deutsche Literatur übernahm. 1967 erfolgte die Habilitation zum Thema „Thomas Manns Schelme. Untersuchungen zur Entwicklung eines Figurentyps“.
Von 1968 bis 1974 war Hermsdorf Dozent für deutsche Literaturgeschichte am Germanistischen Institut bzw. der später daraus gebildeten Sektion Philologie/Germanistik der Humboldt-Universität. Gleichzeitig wurde er auch Dozent an der Universität Warschau (Uniwersytet Warszawski) und behielt diese Auslandsdozentur bis 1973. 1974 wurde Hermsdorf zum Ordentlichen Professor für deutsche Literaturgeschichte an die Ernst-Moritz-Arndt-Universität in Greifswald berufen. Nach fünf Jahren erfolgte ein neuer Ruf an die Sektion Germanistik der Humboldt-Universität, wo er bis zu seiner Emeritierung 1994 blieb.
Hermsdorf arbeitete trotz fortgeschrittener  Sehstörungen noch im hohen Alter an einem extra angefertigten Computer mit Sprachfunktion. 2006 erschien posthum im Verlag Theater der Zeit die Autobiographie von Klaus Hermsdorf.

## Veröffentlichungen (Auswahl)
- als Hrsg.: Das erzählerische Werk Thomas Manns. Entstehungsgeschichte, Quellen, Wirkung. Berlin/Weimar 1976.
- Kafka in der DDR: Erinnerungen eines Beteiligten, hrsg. von Gerhard Schneider und Frank Hörnigk. [Theater der Zeit. Gemeinschaftsprojekt mit dem Literaturforum im Brecht-Haus Berlin]. Berlin, Theater der Zeit, 2006, ISBN 978-3-934344-93-8
- mit Hugo Fetting und Silvia Schlenstedt, Exil in den Niederlanden und in Spanien. Reclam, Leipzig 1981 [BRD-Lizenzausgabe: Röderberg-Verlag, Frankfurt am Main 1981, ISBN 3-87682-482-6]
- Franz Kafka, Amtliche Schriften – Kritische Ausgabe,  hrsg. von Klaus Hermsdorf und Benno Wagner. S. Fischer Verlag, Frankfurt, 2004, ISBN 978-3-10-038183-5
- Kafka. Weltbild und Roman. Rütten & Loening, Berlin, 1961.